# Ljubica Jović
Ljubica Jović (Banja Luka, 20. travnja 1936.) je hrvatska kazališna, filmska i televizijska glumica.

## Filmografija

### Televizijske uloge
- "Metropolitanci" kao Olga Cukor (2022. – 2024.)
- "Kud puklo da puklo" kao Ivka Crnjak Baburić (2014. – 2015.)
- "Najbolje godine" kao Jasenka Lovrić "Beba" (2010.)
- "Dome slatki dome" kao Ada Fabrizi (2010.)
- "Bračne vode" kao gospođa u dućanu #2 (2008.)
- "Ponos Ratkajevih" kao grofica Antonija pl. Ratkaj (2007. – 2008.)
- "Zagonetno pismo" kao profesorica (1990.)
- "Tikvarijum" (1981.)
- "Punom parom" kao tvornička pravnica Zorica (1980.)
- "Prijatelji" (1974.)
- "U registraturi" kao Laura (1974.)
- "Sam čovjek" kao Valentinova majka (1970.)
- "Fiškal" kao grofica Olga (1970.)
- "Maratonci" kao Zlata (1968.)
- "Lezovi koji se pamte" kao medicinska sestra (1967.)
- "Dileme" kao djevojka (1966.)

### Filmske uloge
- "Brak je mrak" (2012.)
- "Gospođica" kao Mila (2006.)
- "Mirta uči statistiku" (1991.)
- "Rezervisti" (1987.)
- "Neobični sako" kao Vera (1984.)
- "Kraljevo" (1981.)
- "Gospon lovac" kao Melita (1981.) - TV-kazališna predstava
- "Sitne igre" (1981.)
- "Sve su plave" (1978.)
- "Glorija" kao Glorija (1975.)
- "Gorčina u grlu" (1973.)
- "Buco" (1971.)
- "Petar Pan" (1969.)
- "Baština" (1969.)
- "Ožiljak" kao Renata (1969.)
- "Gdje je duša mog djetinjstva" (1968.)
- "Kruh" (1968.)
- "Tango" (1968.)
- "Ljubav" (1968.)
- "Kravata u šarenom izlogu" (1967.)
- "Kineski zid" (1967.)
- "Zatezanje konopca" (1966.)
- "Prikupljanje hrabrosti" kao Mila (1966.)
- "Sonata facile" (1965.)
- "Ključ" kao žena (segment "Poslije Predstave") (1965.)
- "Obredna ogrlica" (1964.)
- "Žena kakvu nisam oženio" (1964.)
- "Korupcija u palači pravde" (1964.)
- "Propali dvori" (1964.)
- "Bljesak slave" kao Yvette (1963.)
- "Usnuli ratnik" (1963.)
- "Ljudi i neljudi" (1963.)
- "Slobodan dan" (1962.)
- "Razarač Zagreb" (1962.)
- "Vruć je zrak" (1962.)
- "Martin u oblacima" kao Zorica (1961.)
- "Čovjek od važnosti" (1961.)
- "Bijes barbara" kao Kathrina (1960.)
- "Ulica bez izlaza" (1960.)
- "Pukotina raja" kao Marija Marković (1959.)
- "Galantni fantom" (1959.)
- "Vlak bez voznog reda" kao gospođica iz restorana (1959.)
- "H-8" kao Krešova supruga (1958.)
- "Simpatija i antipatija" (1957.)
- "Svoga tela gospodar" kao Marica (1957.)
- "Gledalac i mi" kao Kolombina (1956.)

## Vanjske poveznice
- Ljubica Jović u internetskoj bazi filmova IMDb-u (engl.)